# Pafos
Pafos (gr. Πάφος) – miasto i gmina (gmina miejska) w Republice Cypryjskiej, w dystrykcie Pafos, na południowo-zachodnim wybrzeżu Cypru. Zajmuje obszar o powierzchni 18,09 km², a w 2021 r. było zamieszkiwane przez 37 297 osób, co czyniło je czwartym pod względem liczby ludności miastem kraju. Jeden z dwóch największych i najważniejszych ośrodków turystycznych wyspy (obok Ajia Napy).
W starożytności istniały tu dwie osady: Pafos Palaia (starogr. Πάφος Παλαιά – Stare Pafos), usytuowane na wschód od współczesnego miasta, w pobliżu obecnej wsi Kuklia i późniejsze Pafos Nea (starogr. Πάφος Νέα – Nowe Pafos), znajdujące się w obszarze dzisiejszego Pafos, w jego południowo-zachodniej części. Nazwa miasta miała pochodzić od imienia herosa-eponima – Paphosa, syna Pigmaliona. Palepafos wg Iliady miał założyć Agapenor, król Tegei, wódz wojsk arkadyjskich w czasie wyprawy na Troję, w drodze powrotnej. Według mitologii greckiej u wybrzeży Pafos narodziła się z morskiej piany bogini miłości − Afrodyta.
W 2017 r. Pafos było Europejską Stolicą Kultury. W mieście rozwinął się przemysł odzieżowy, obuwniczy oraz spożywczy.

## Historia miasta
Ślady bytności człowieka na obszarze dzisiejszego Pafos, jak i całego Cypru, sięgają neolitu. Palepafos, zlokalizowane na wschód od obecnego miasta, założono prawdopodobnie w XIV w. p.n.e. Uważa się, że od samego początku istniał tu silny kult Afrodyty (wywodzący się zapewne z przedgreckiego kultu płodności, ogólnie przyjęta teoria mówi o obcym, niegreckim pochodzeniu kultu Afrodyty). W Palepafos istniała poświęcona jej słynna na cały świat grecki świątynia, którą zbudowano już w XII w. p.n.e. Nowe Pafos, powstałe w obrębie dzisiejszego miasta, założono pod koniec IV wieku p.n.e. W epoce hellenistycznej znacznie przybrało na znaczeniu, stając się w II wieku p.n.e. stolicą całego Cypru. Szczyt rozwoju osiągnęło pod rządami Rzymu (który objął kontrolę nad wyspą w 58 p.n.e.), będąc centrum politycznym i administracyjnym Cypru. Na początku IV wieku Pafos zostało zniszczone przez trzęsienie ziemi. Miasto odbudowano, nie odzyskawszy jednak dawnej świetności, a stolica została przeniesiona do również odbudowanej Salaminy.
W średniowieczu, najpierw w rękach Bizancjum, później łacinników i Wenecjan, wreszcie Turków Osmańskich, miasto niemal zupełnie straciło dawne znaczenie, zaś prym wiodły porty Larnaka, Kirenia i Famagusta, natomiast rolę głównego ośrodka administracyjnego wyspy przejęła Nikozja. W 1103 r. w Pafos przebywał w drodze do Ziemi Świętej król Danii Eryk I, który tutaj zmarł i został pochowany w lokalnej bazylice (kościół uległ zniszczeniu podczas trzęsienia ziemi). Obecnie na tym miejscu znajduje się tablica pamiątkowa ku czci króla. Sytuacja Pafos jako mało ważnego miasteczka nie zmieniła się pod rządami Brytyjczyków, ani po odzyskaniu niepodległości przez Cypr w latach 60. XX wieku. Dopiero interwencja Turcji w 1974 r., a w konsekwencji utrata takich miast jak Kirenia i Famagusta przez Republikę Cypryjską na rzecz Cypru Północnego skłoniła rząd południowocypryjski do inwestycji w Pafos, dzięki czemu miasto jest dziś ważnym kurortem wypoczynkowym południowej części wyspy.

## Polskie wykopaliska w Pafos
Polska ekspedycja archeologiczna Centrum Archeologii Śródziemnomorskiej UW pod kierownictwem profesora Kazimierza Michałowskiego rozpoczęła prace w czerwcu 1965 r. Na stanowiskach w południowo-zachodniej części Pafos odkryto marmurowe rzeźby Asklepiosa oraz czczonej w mieście Artemidy. Odkryto też skarb srebrnych monet z okresu Filipa Arridajosa i Aleksandra Wielkiego. Następnym kierownikiem polskich ekspedycji archeologicznych został profesor Wiktor Andrzej Daszewski (1971–2007), kolejnym doktor Henryk Meyza (2008–2019). Oprócz prac wykopaliskowych polska ekspedycja prowadzi prace rekonstrukcyjne i konserwatorskie w Pafos. Systematycznie odkrywana jest ogromna rezydencja antyczna (120 metrów długości i 80 szerokości) ze względu na znajdującą się w pałacu mozaikę przedstawiającą walkę Tezeusza z Minotaurem zwana Willą Tezeusza. W 2011 r. badania w Pafos rozpoczął także Zakład Archeologii Klasycznej Instytutu Archeologii Uniwersytetu Jagiellońskiego, pod kierunkiem prof. dr hab. Ewdoksii Papuci-Władyki pod nazwą Paphos Agora Project. Jego celem było odnalezienie hellenistycznej agory stolicy wyspy, która znajdowała się przypuszczalnie pod rzymską. W 2015 r., projekt wszedł w nowy etap realizacji, którego celem było zbadanie i rekonstrukcja przestrzeni publicznej agory oraz infrastruktury i działalności ekonomicznej miasta z zastosowaniem metod interdyscyplinarnych. Od 2020 r. na stanowisku rozpoczyna się wspólny polski projekt konsorcjum naukowego złożonego z Uniwersytetu Jagiellońskiego, Centrum Archeologii Śródziemnomorskiej UW i Politechniki Warszawskiej pod kierunkiem prof. Ewdoksii Papuci-Władyki: „MA-P Maloutena i Agora w planie urbanistycznym Pafos: Modelowanie miejskiego krajobrazu stolicy hellenistycznego i rzymskiego Cypru”.

## Zabytki
Bogactwo zabytków z praktycznie każdej epoki istnienia Pafos stało się przyczyną wpisania miasta na listę światowego dziedzictwa kultury UNESCO. Do ważniejszych zabytków zaliczają się:
- Park archeologiczny Nea Pafos
- Grobowce Królewskie – starożytna nekropolia
- Zamek w Pafos – zamek bizantyjski z XIII wieku
- Starożytne mozaiki rzymskie na terenie parku archeologicznego w Domu Tezeusza i Ajona[9]
- kościół Agia Kyriaki Chrysopolitissa z kamieniem, przy którym według tradycji biczowano św. Pawła (Pręgierz św. Pawła)[10]

## Klimat
Pafos znajduje się w strefie klimatu subtropikalnego typu śródziemnomorskiego, z bardzo łagodnymi zimami i długimi ciepłymi, częściowo gorącymi latami. Średnia roczna temperatura wynosi 23,6°C w dzień i 13,9 °C w nocy.
Średnia temperatura dwóch miesięcy zimowych – stycznia i lutego wynosi wokół 17 °C w dzień i 8 °C w nocy, średnia temperatura morza wynosi 17–18 °C. Opady śniegu, jak i mróz nie występują. Lato trwa osiem miesięcy, od kwietnia do listopada. W okresie od maja do listopada średnia temperatura morza wynosi ≥20 °C. Dwa miesiące – marzec i grudzień mają charakter przejściowy, ze średnią temperaturą 18–19 °C w ciągu dnia i około 9 °C podczas nocy, pod względem temperatury i nasłonecznienia przypominają nieco maj i wrzesień w Polsce. W Pafos, jak i w pozostałych miejscowościach na wybrzeżu Cypru występują stosunkowo małe wahania temperatury, zarówno pomiędzy dniem a nocą oraz pomiędzy kolejnymi dniami.
Pafos ma 46 dni deszczowe rocznie przy opadach ≥1 mm lub 62 dni deszczowych rocznie przy opadach ≥0,2 mm, od generalnie bezdeszczowego okresu od maja do września do około 10 dni deszczowych w styczniu. Występuje tu 3415 godzin czystej słonecznej pogody rocznie, od 186 h (6 godzin dziennie, około 6 razy więcej niż w Polsce) w grudniu do 391 h (średnio 12,6 godziny czystego słońca na dobę) w lipcu.
| Miesiąc                                     | Sty  | Lut  | Mar  | Kwi  | Maj  | Cze  | Lip  | Sie  | Wrz  | Paź  | Lis  | Gru  | Roczna |
| ------------------------------------------- | ---- | ---- | ---- | ---- | ---- | ---- | ---- | ---- | ---- | ---- | ---- | ---- | ------ |
| Średnie temperatury w dzień [°C]            | 17.0 | 16.9 | 18.5 | 21.3 | 24.4 | 27.7 | 29.9 | 30.4 | 28.8 | 26.6 | 22.4 | 18.6 | 23,6   |
| Średnie dobowe temperatury [°C]             | 12.5 | 12.3 | 13.6 | 16.3 | 19.5 | 22.8 | 25.2 | 25.7 | 23.8 | 21.5 | 17.5 | 14.2 | 18,7   |
| Średnie temperatury w nocy [°C]             | 8.0  | 7.6  | 8.7  | 11.3 | 14.5 | 17.8 | 20.4 | 21.0 | 18.8 | 16.4 | 12.6 | 9.7  | 13,9   |
| Opady [mm]                                  | 80.2 | 64.2 | 34.3 | 18.7 | 5.3  | 1.6  | 0.3  | 0.0  | 3.8  | 18.0 | 66.4 | 93.9 | 387    |
| Średnia liczba dni z opadami                | 9.9  | 8.0  | 5.5  | 4.1  | 1.3  | 0.3  | 0.1  | 0.0  | 0.6  | 2.5  | 5.8  | 8.7  | 46,6   |
| Średnie usłonecznienie [h]                  | 195  | 212  | 245  | 270  | 344  | 381  | 391  | 366  | 315  | 285  | 225  | 186  | 3415   |
| Źródło: Department of Meteorology of Cyprus |      |      |      |      |      |      |      |      |      |      |      |      |        |

## Miasta partnerskie
- Anzio
- Chania
- Kalamaria
- Korfu
- Lamia
- Mitylena
- Preweza